# NGC 7237
NGC 7237 (również PGC 68383 lub UGC 11958) – galaktyka eliptyczna (E-S0), znajdująca się w gwiazdozbiorze Pegaza. Odkrył ją Albert Marth 25 sierpnia 1864 roku. Jest to najjaśniejsza galaktyka klastra. Wraz z sąsiednimi galaktykami NGC 7236 i PGC 200377 (zwaną czasem NGC 7237C) została skatalogowana jako Arp 169 w Atlasie Osobliwych Galaktyk.